# Hippalos
Hippalos (gr. Ἵππαλος) – grecki żeglarz i nawigator, żyjący pomiędzy I wiekiem p.n.e. a I wiekiem n.e. Uważany za odkrywcę możliwości wykorzystania wiatru monsunowego w celu dotarcia z Morza Czerwonego do Indii.